# Karl Immanuel Nitzsch
Karl Immanuel Nitzsch (21 septembre 1787, Borna - 21 août 1868, Berlin) est un dirigeant de l'église luthérienne allemande. Il est le père du théologien Friedrich August Nitzsch.

## Biographie
Il est né dans la petite ville saxonne de Borna près de Leipzig. Son père, Karl Ludwig Nitzsch, alors pasteur et surintendant à Borna, devient plus tard (1790) professeur à Wittemberg et directeur (1817) du séminaire des prédicateurs. Il est envoyé étudier à Schulpforta en 1803, puis à l'université de Wittenberg en 1806. En 1809, il obtient son diplôme et en 1810, il devient privatdozent à l'université. Devenu diacre à la Schlosskirche en 1811, il fait preuve d'une énergie et d'un zèle remarquables lors du bombardement et du siège de la ville en 1813. En 1815, il est nommé précepteur au séminaire des prédicateurs qui est établi à Wittenberg après la suppression de l'université.
De 1820 à 1822, il est surintendant à Kemberg et, la dernière année, il est nommé professeur ordinaire de théologie systématique et pratique à Bonn. Il y reste jusqu'à ce qu'il soit appelé à succéder à Philip Marheineke à Berlin en 1847 ; par la suite, il devient prédicateur universitaire, recteur de l'université, prévôt de St Nicolai (en 1854) et membre du conseil suprême de l'église, en cette dernière qualité il est l'un des promoteurs les plus capables et les plus actifs de l'Union évangélique. Il représente la Vermittelungstheologie de l'école de Friedrich Schleiermacher.

## Ouvrages publiés
Les principaux ouvrages de Nitzsch sont : System der christlichen Lehre (1829 ; 6e édition, 1851), Praktische Theologie (1847-1860 ; 2e édition, 1863-1868), Akademische Vorträge über christliche Glaubenslehre (1858), et plusieurs séries de sermons. Selon Otto Pfleiderer, (Développement de la théologie, p 123) : « Il a pris pour point de départ la pensée fondamentale de Schleiermacher, que la religion n'est pas doctrine mais vie, conscience directe, sentiment. En même temps, il cherchait à rapprocher le sentiment religieux de la connaissance et de la volonté plus que Schleiermacher ne l'avait fait ; il a mis un accent particulier - et à juste titre - sur la reconnaissance d'une union nécessaire et radicale de la religion avec la morale, traitant en conséquence à la fois la dogmatique et l'éthique dans son System der christlichen Lehre ". On peut également citer sa Protestantische Beantwortung, réponse à la Symbolik de Johann Adam Möhler (1796-1838) parue à l'origine dans les Studien und Kritiken, dont il est l'un des fondateurs.